# Merthyr Tydfil (kommun)
Merthyr Tydfil (walesiska: Merthyr Tudful) är en kommun i Storbritannien. Den ligger i riksdelen Wales, i den södra delen av landet, 220 km väster om huvudstaden London. Kommunen har 58 883 invånare (2022). Distriktet upprättades den 1 april 1974 genom att county borough Merthyr Tydfil, del av stadsdistriktet Gelligaer slogs ihop med del av landsdistriktet Vaynor and Penderyn. År 1996 ombildades det till kommun.

## Större orter
| Ort            | Invånare |
| -------------- | -------- |
| Merthyr Tydfil | 44 000   |
| Treharris      | 8 000    |
| Aberfan        | 3 500    |

1. ↑  Baserat på "built up areas" i folkräkning 2011 [5], avrundat till närmaste 500.
2. ↑  Avser delen i Merthyr Tydfil

## Administrativ indelning
Merthyr Tydfil delas in i 12 communities:

- Bedlinog
- Cyfarthfa
- Dowlais
- Gurnos
- Merthyr Vale
- Pant
- Park
- Penydarren
- Town
- Treharris
- Troed-y-rhiw
- Vaynor